# Nogar
Nogar (en cabreirés Ñogare) es una pedanía del municipio de Castrillo de Cabrera en la Comarca de La Cabrera, en la provincia de León, comunidad autónoma de Castilla y León, en España.

## Contexto geográfico

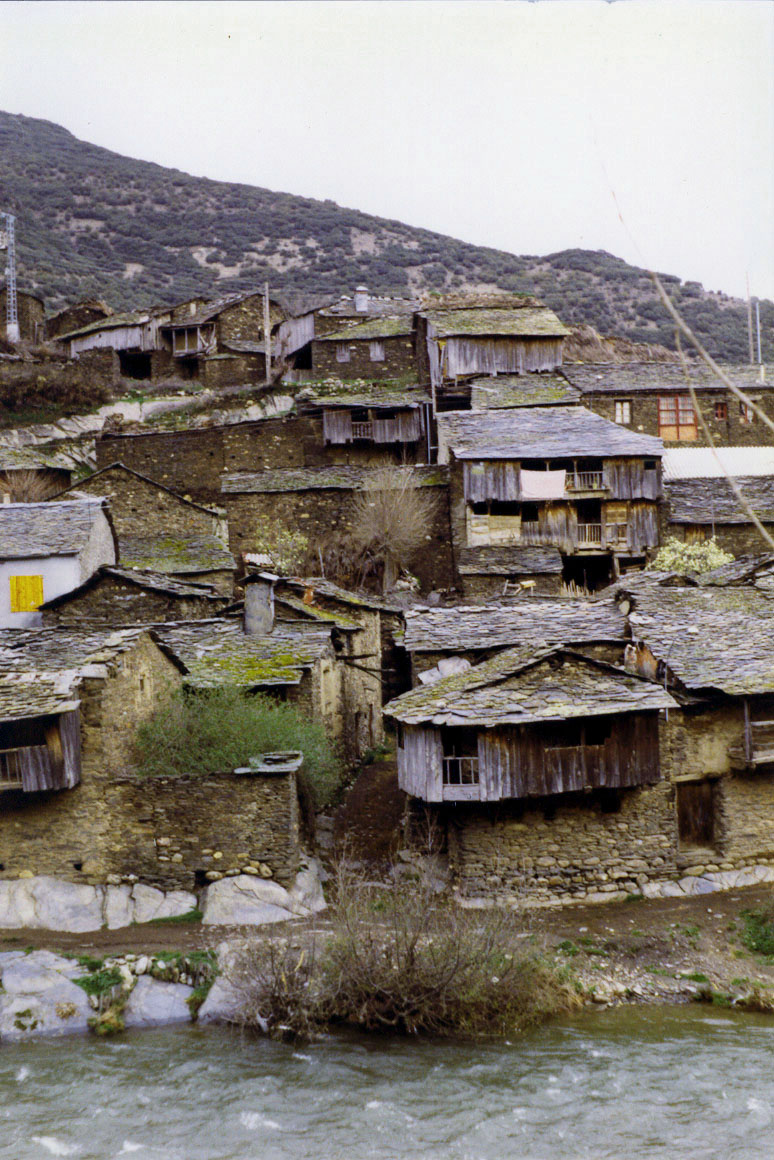
Nogar en 1985.

Situado en plena comarca de La Cabrera, bañada por el río Cabrera, afluente del río Sil.
En Nogar se ubica uno de los principales Lugares de Interés Gelógico de la provincia de León. Las capturas del Río Eria por el Río Cabrera. Declarado de interés por la Jcyl y el IGM. Patrimonio Geológico Español
También tuvo a principios del siglo XX minas de galena, en los parajes de Fastias, Portanal y Valvaroya, para la producción del plomo. 
Cuenta con casas pintorescas en la ladera del río y con un puente de estilo romano.
Se accede al mismo a través de la carretera LE-7207 desde el Alto de Peña Aguda, donde enlaza con la LE-7311 que se dirige a Puente de Domingo Florez y la LE-5228 a través de El Morredero hacia Ponferrada.
Así describía Pascual Madoz, en la primera mitad del siglo XIX, a Nogar en el tomo XII del Diccionario geográfico-estadístico-histórico de España y sus posesiones de Ultramar:

Lugar en la provincia de León, partido judicial de Ponferrada, diócesis de Astorga, audiencia territorial y capitanía general de Valladolid, ayuntamiento de Castrillo. Situado en la ribera de Losada en la parte baja de la jurisdicción; su clima bastante sano. Tiene 34 casa, escuela de primeras letras por temporada, iglesia anejo de Robledo de Losada con la advocación de Santa Marina, servida por un adjuntor, y buenas aguas potables. Confina los términos de Saceda, la matriz, Castrohinojo y Corporales. El terreno es quebrado. Producción: centeno, trigo, legumbres y pastos; cría ganados y caza de varios animales. Población: 36 vecinos, 129 almas. Contribución con el ayuntamiento.
Pascual Madoz.